# Medici-Löwen

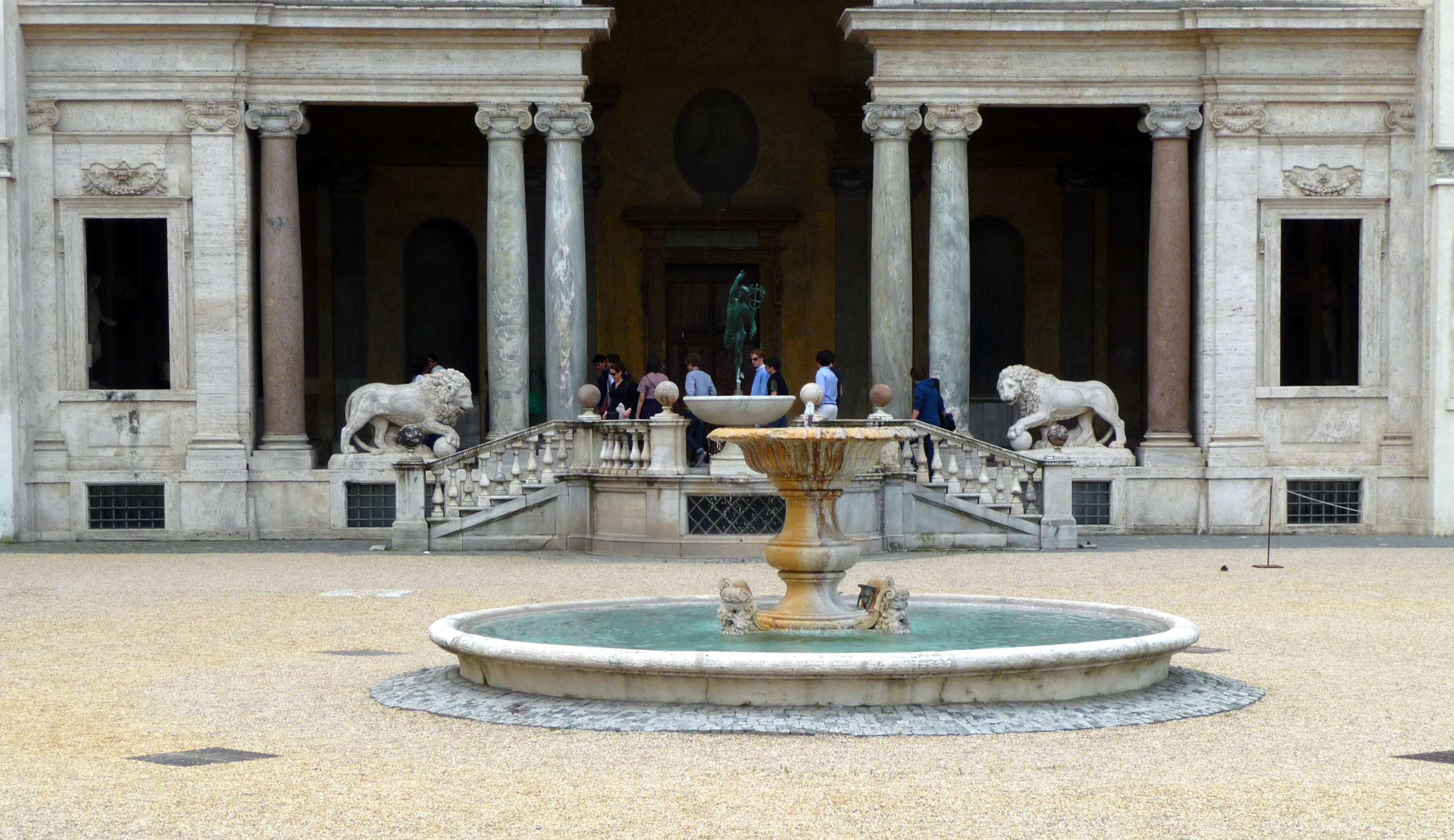
Treppen zum Garten der Villa Medici in Rom

Als Medici-Löwen werden die beiden Löwen-Skulpturen bezeichnet, die um 1598 am Treppenaufgang der Gartenseite der Villa Medici in Rom aufgestellt und 1789 in die Loggia dei Lanzi in Florenz versetzt worden sind.
Jeder dieser beiden spiegelbildlichen Löwen, die ihre Köpfe einander zuwenden, stützt die Pranke auf eine Kugel, eine Anspielung auf die sechs Kugeln im Wappen der Medici. Löwen dieses Typs werden in der Ikonographie und im Kunsthandel als Medici-Löwen bezeichnet. Durch die Assoziation mit den Medici wurden die Löwen zu Bedeutungsträgern für politische Macht und wirtschaftlichen Reichtum, daher häufig nachgeahmt und an entsprechenden Orten als Herrschaftssymbole installiert.
Während des 18. und 19. Jahrhunderts wurden zahlreiche Kleinskulpturen von Medici-Löwen aus Bronze, Alabaster, Porzellan etc. produziert.
Die Medici-Löwen sind nicht zu verwechseln mit dem Marzocco, dem emblematischen Wappentier der Republik Florenz.

## Geschichte
1576 hatte Ferdinand I. de’ Medici die Villa auf dem Pincio erworben. Er ließ im Garten der Villa seine umfangreiche Sammlung griechischer und römischer Antiken ausstellen. Für die Treppe zum Garten gab er zwei Löwen in Auftrag, die dort 1598 aufgestellt wurden. 1787, die Villa war inzwischen in Habsburgischem Besitz, wurden die beiden Löwen nach Florenz gebracht und im Eingang der Loggia dei Lanzi aufgestellt.
Als Napoleon 1803 die Villa zum Sitz der französischen Accademie machte, ließ er Kopien der beiden Medici-Löwen von dem französischen Bildhauer Augustin Pajou (1730–1809) anfertigen und an dem angestammten Platz an der Gartenseite der Villa aufstellen.

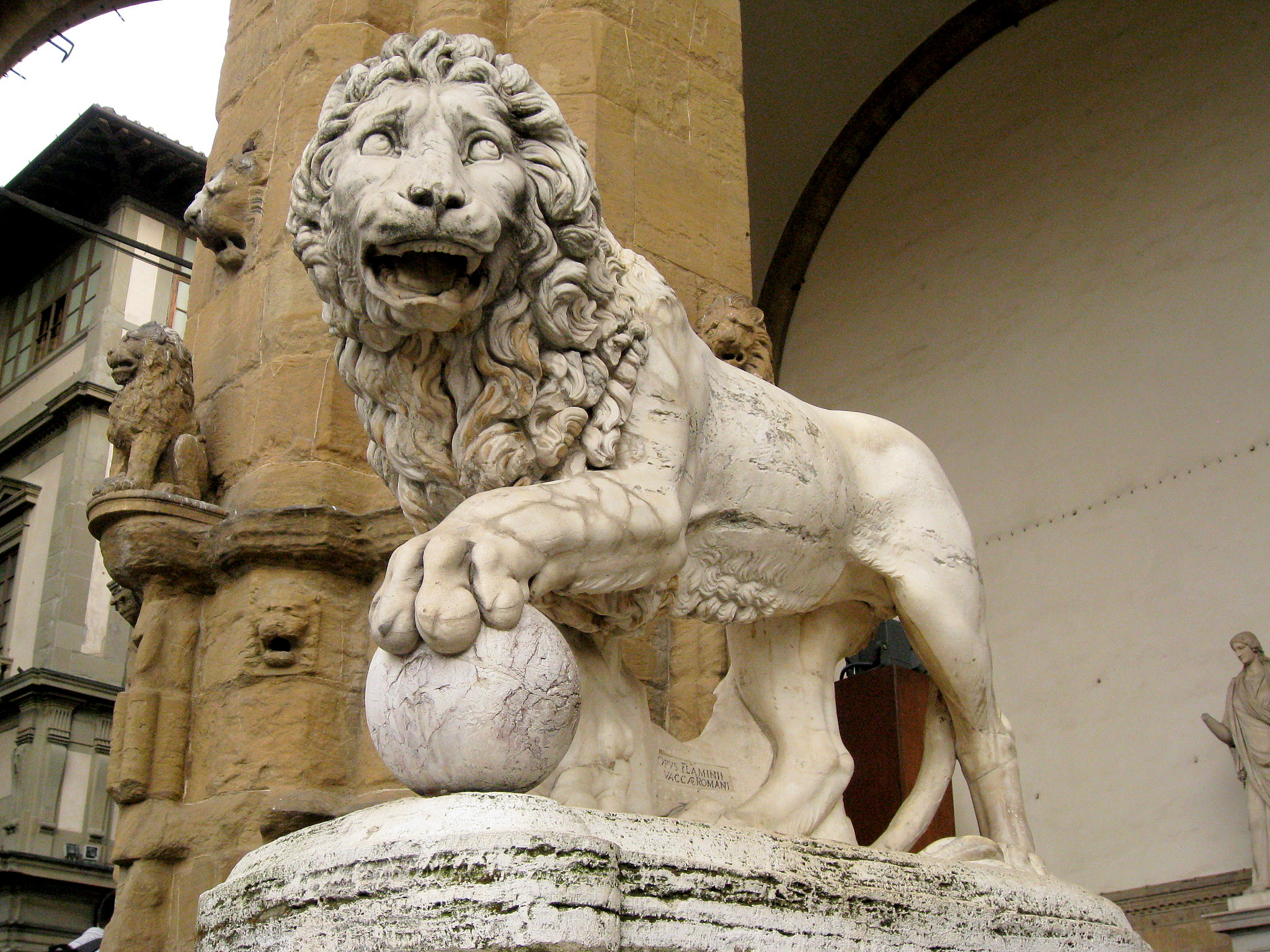
Vacca-Löwe

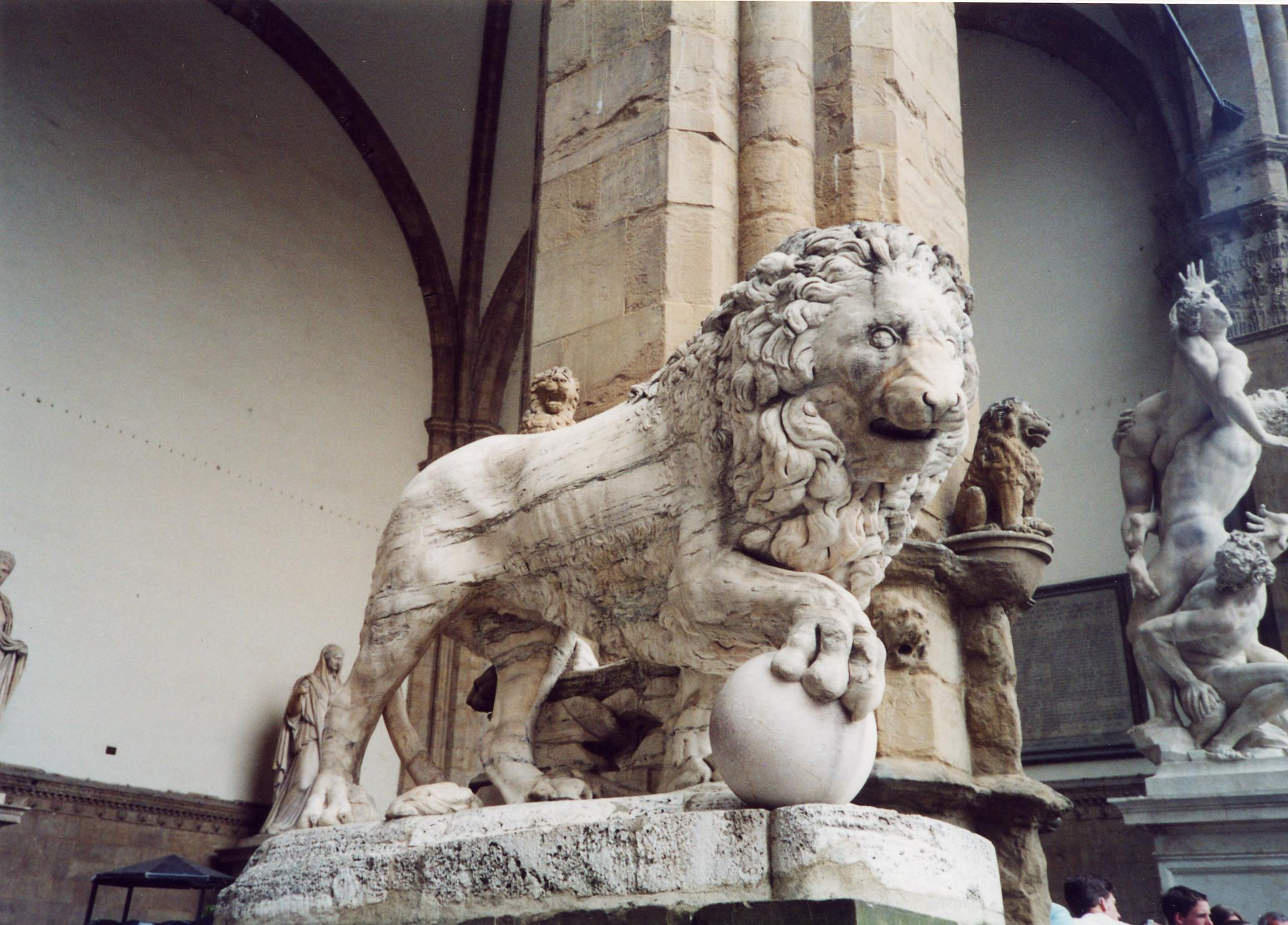
Fancelli-Löwe

### Der Fancelli-Löwe
Im Besitz der Medici befand sich ein Fragment eines Löwen von einem antiken Relief aus dem 2. Jahrhundert v. Chr., das von dem Bildhauer Giovanni de Scherani Fancelli zu einer dreidimensionalen Skulptur ergänzt worden ist
und dem zweiten Löwen als Vorbild diente.

### Der Vacca-Löwe
Der zweite Löwe aus der Hand von Flaminio Vacca wurde aus einem Kapitell vom Tempel des Juppiter Capitolinus geschnitten, als Pendant zum Fancelli-Löwen.

## Repliken

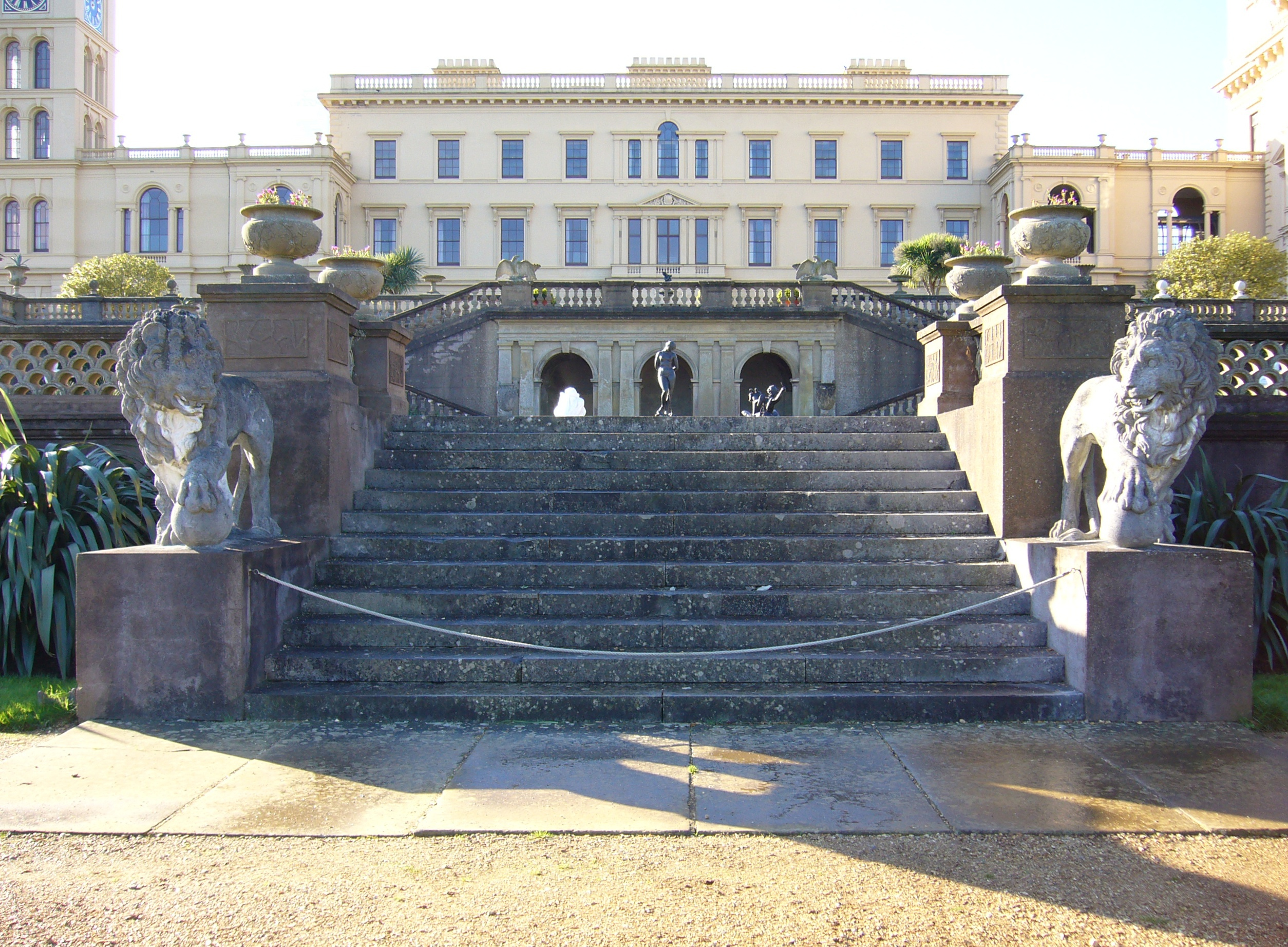
Osborne House, Vereinigtes Königreich
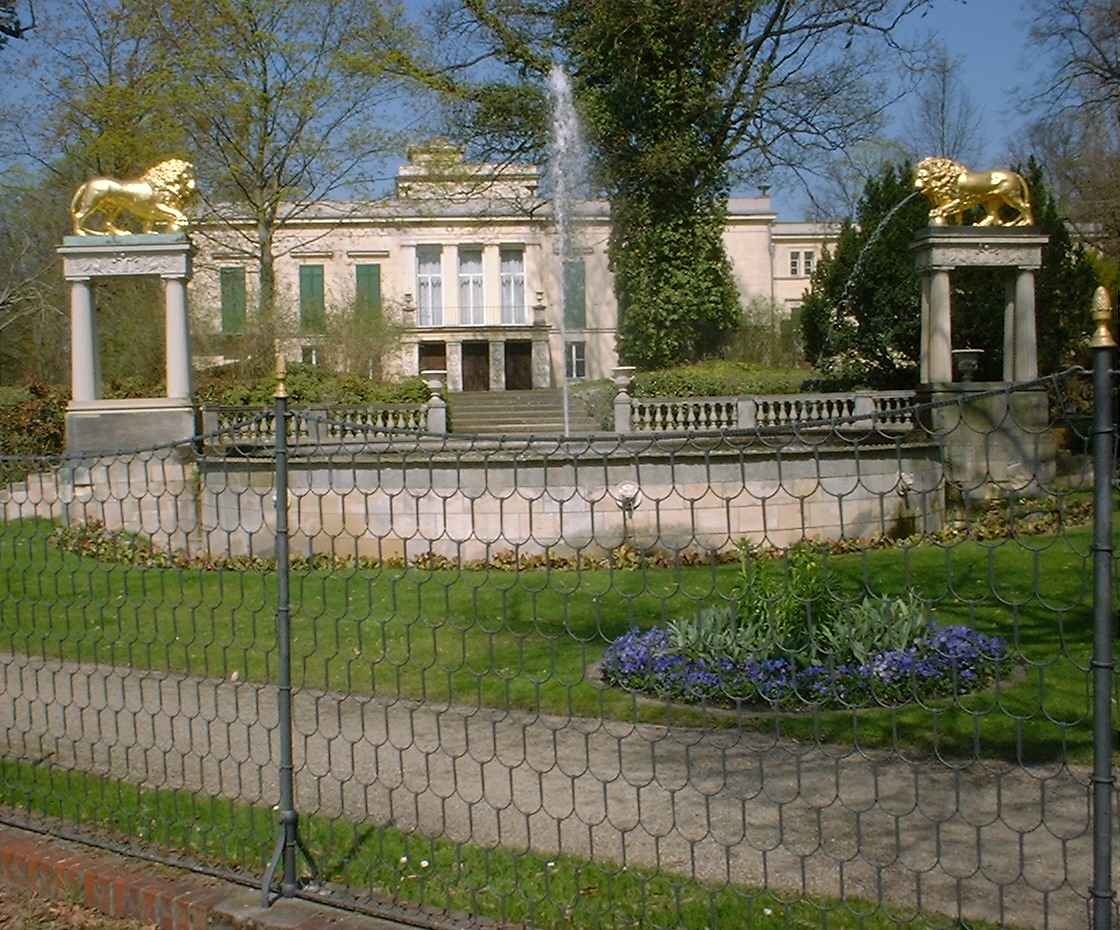
Schloss Glienicke, Berlin
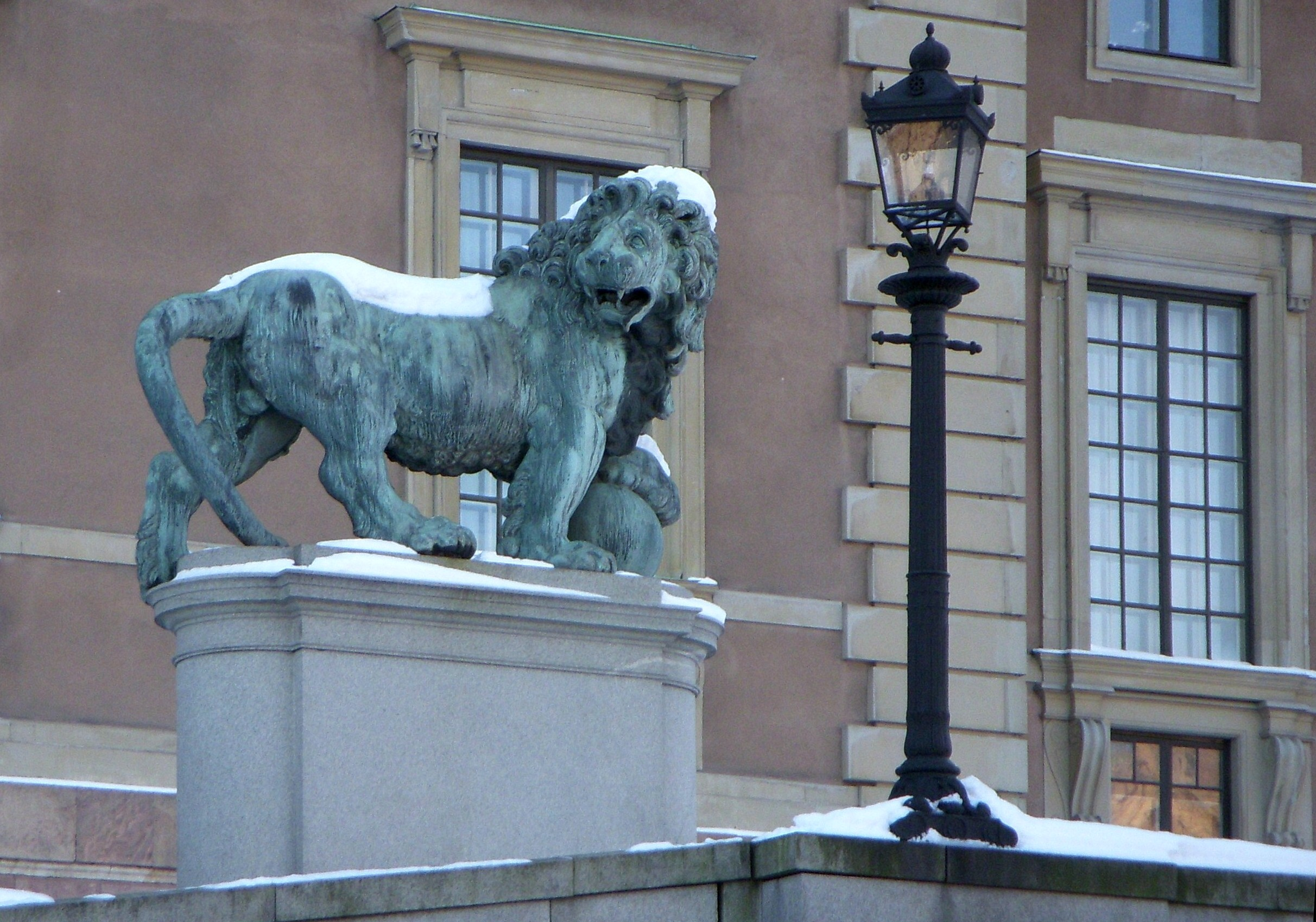
Königlicher Palast, Stockholm
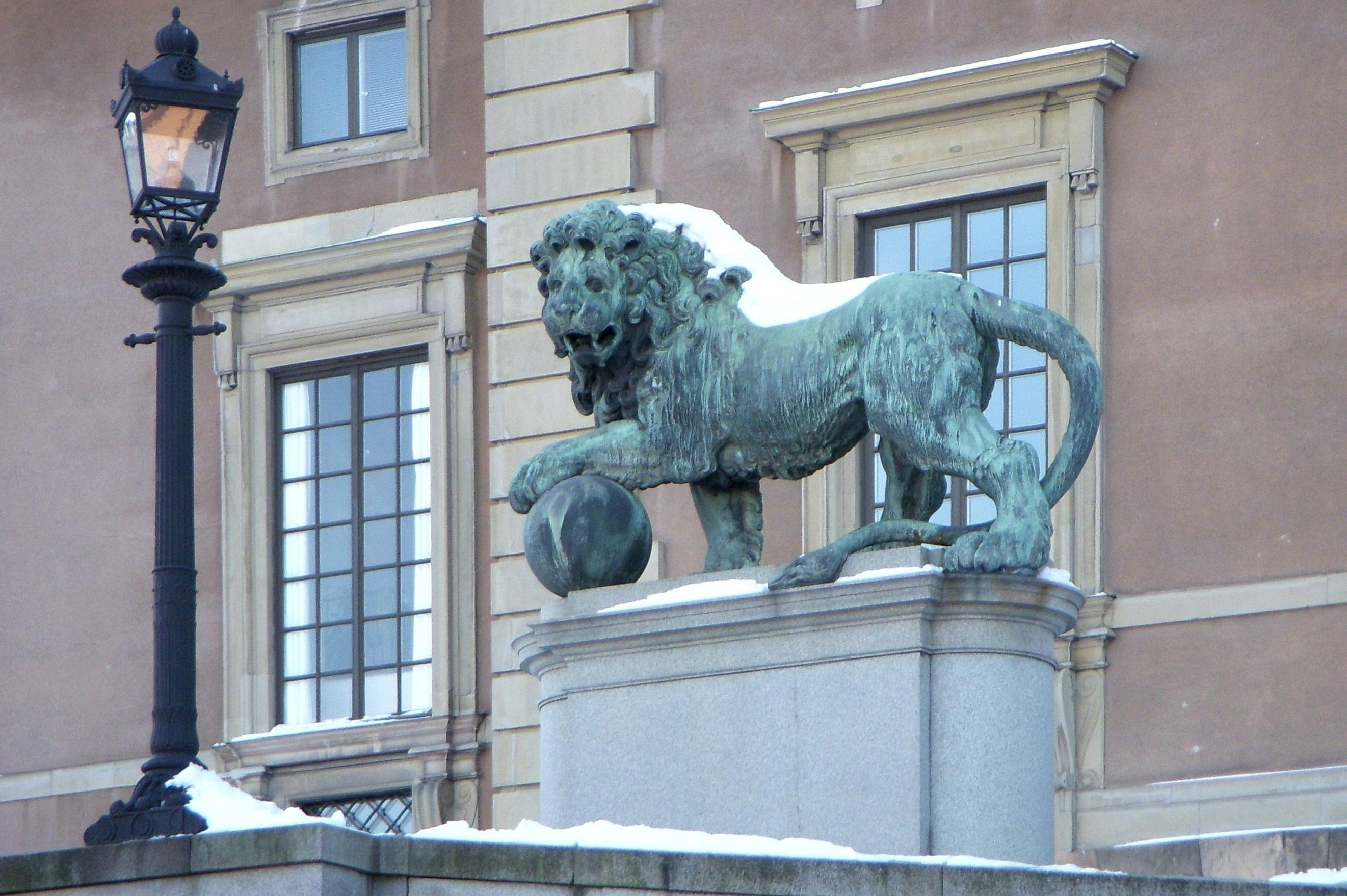